# Agnieszka Maria Nogal
Agnieszka Maria Nogal (ur. 28 września 1970 w Warszawie) – polska filozofka, politolożka, doktor habilitowana nauk humanistycznych.

## Życiorys
W latach 1989–1994 studiowała w Instytucie Filozofii Uniwersytetu Warszawskiego. Jej praca magisterska była poświęcona feminizmowi. W 1998 obroniła doktorat napisany pod kierunkiem Stanisława Czerniaka w Instytucie Filozofii i Socjologii Polskiej Akademii Nauk na temat relacji pomiędzy aksjologią a polityką w pismach Henryka Elzenberga. W latach 2001–2003, 2006–2007 uzupełniła wykształcenie o studia na Wydziale Prawa i Administracji Uniwersytetu Warszawskiego. Habilitację uzyskała na podstawie rozprawy Ponad prawem narodowym. Konstytucyjne idee Europy. W latach 1994–2013 związana z kierowanym przez prof. Stanisława Filipowicza Zakładem Filozofii Polityki w Instytucie Studiów Politycznych Polskiej Akademii Nauk. Od 1999 roku pracuje w Zakładzie Filozofii Polityki Instytutu Filozofii Uniwersytetu Warszawskiego. Jest laureatką stypendium zagranicznego Fundacji na rzecz Nauki Polskiej w Europejskim Instytucie Uniwersyteckim we Florencji (2002–2003). Współzałożycielka i członek redakcji pisma Civitas. Studia z filozofii polityki.
W pracy naukowej zajmuje się filozofią polityki. Jej prace koncentrują się na współczesnych przekształceniach sfery publicznej, prawach człowieka oraz debacie, którą toczą ze sobą znani filozofowie Jürgen Habermas oraz Joseph Weiler.
Ma męża Jana, syna Filipa (ur. 2004) oraz córkę Antoninę (ur. 2008).

## Wybrane publikacje
- Prawa człowieka w zglobalizowanym świecie, M. Gawin, B. Markiewicz, A. Nogal, R. Wonicki, Wydawnictwa UW, Warszawa 2016
- Human Rights in a Globalized world, M. Gawin, B. Markiewicz, A. Nogal, R. Wonicki, OBF, 2016
- Ponad prawem narodowym. Konstytucyjne idee Europy, Instytut Studiów Politycznych PAN, Warszawa 2009[7]

## Stypendia oraz wyróżnienia
- Grant dla powracających Fundacji na Rzecz nauki Polskiej, marzec 2004 – styczeń 2006
- Stypendium zagraniczne Fundacji Na Rzecz Nauki Polskiej w European University Institute we Florencji, październik 2002 – wrzesień 2003[6][7]
- Tytuł doktora honoris causa Shota Meskhia Zugdidi State University w Gruzji (2024)[8]